# Галлиполийский обелиск
Галлиполийский обелиск — памятник на русском кладбище Сент Женевьев де Буа, недалеко от Парижа.
Памятник находится на Галлиполийском участке кладбища. Обелиск был создан в память о солдатах Русской армии, погибших за пределами России. Название монумент получил по аналогии с подобным монументом, который находился неподалёку от турецкого порта Галлиполи (совр. Гелиболу).

## История

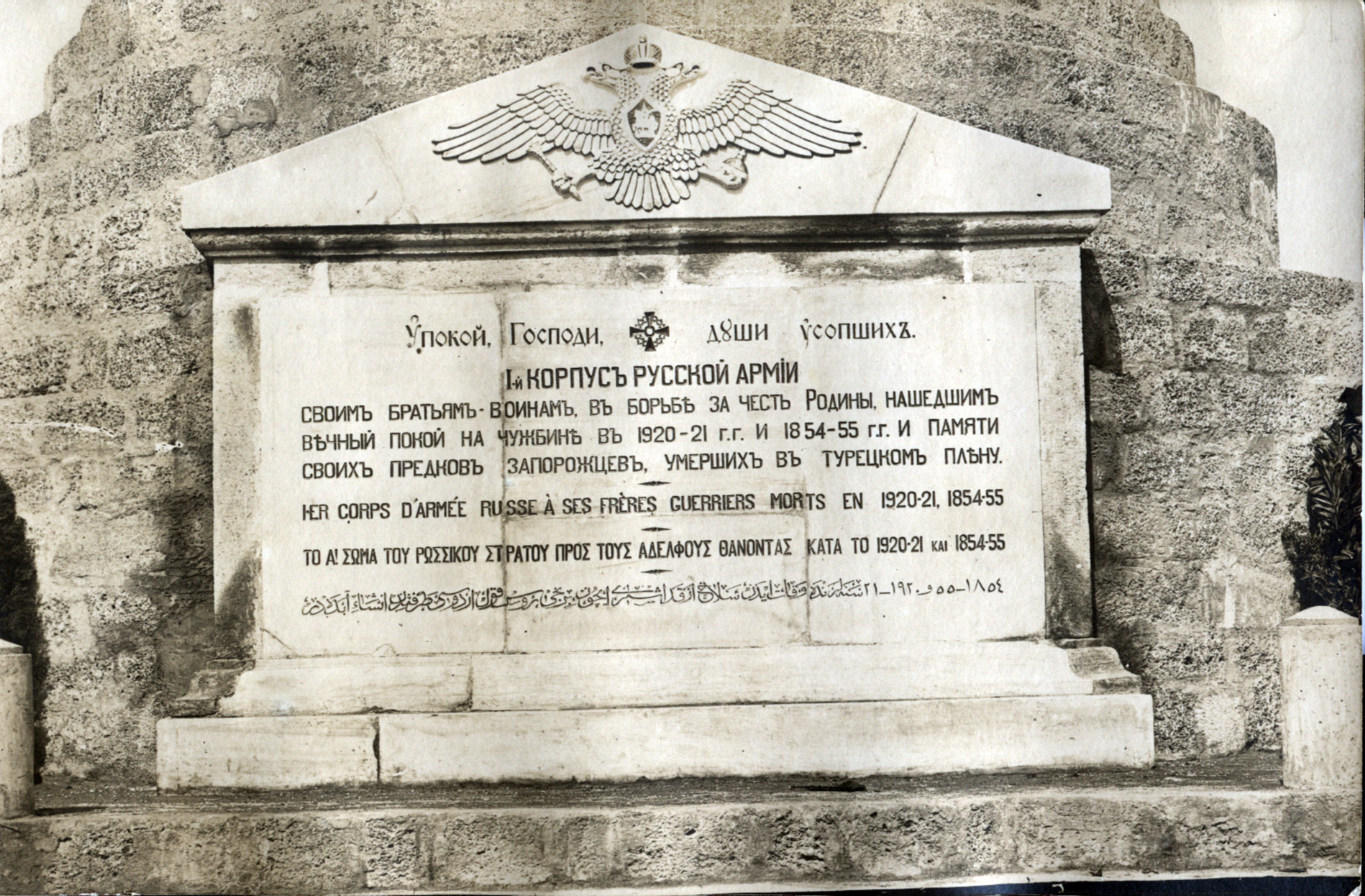
Надпись на оригинальной памятной доске

9 мая 1921 года была совершена закладка памятника. При этом генерал Кутепов положил в основание памятника медную в свинцовом конверте доску с надписью:

«Памятник сей заложен 9 мая 1921 года при Главнокомандующем, генерале П.Н. Врангеле, командире Корпуса, генерале от инфантерии А.П. Кутепове, по проекту архитектора, подпоручика Н. Акатьева. При закладке присутствовали…».

Открытие и освящение памятника состоялось 16 июля этого же года.
В 1949 году галлиполийский обелиск в Гелиболу был серьёзно поврежден в результате землетрясения. Длительное время он оставался в полуразрушенном состоянии, а затем был окончательно разобран. В 1950-е и 1960-е годы галлиполийцы собирали пожертвования на восстановление разрушенного памятника на территории участка Общества Галлиполийцев на русском кладбище Сент-Женевьев-де-Буа под Парижем во Франции. Памятник с небольшими изменениями представлял собой копию разрушенного в Турции..
В 2007—2009 годах Центр Национальной Славы (ФНС) и Фонд Андрея Первозванного (ФАП) реализовали крупный зарубежный проект по восстановлению памятника россиянам, скончавшимся в 1920—1921 годах во время вынужденного пребывания на Галлиполийском полуострове эвакуированных из Крыма частей Русской армии. Восстановление этого памятника стало ещё одним важным шагом на пути к «уврачеванию ран разделения», нанесённых нашему народу революциями 1917 года и Гражданской войной.
В рамках реализации этого проекта в Гелиболу был не просто восстановлен знаменитый памятник, но создан целый мемориальный комплекс, включающий обширную огороженную и обустроенную территорию, а также здание музея истории «галлиполийского сидения» с постоянно действующей экспозицией фотолетописи пребывания Русской армии в Галлиполи из собрания М.Блинова..
Это героическая страница в летописи Белой армии и всей русской истории, показавшая миру силу русского духа и национального самосознания.
У мемориального комплекса русским воинам при участии местных жителей состоялась официальная церемония. Венки к памятнику возложили председатель попечительского совета ФАП и ЦНС В. И. Якунин и епископ Женевский и Западноевропейский Михаил, председатель Союза потомков галлиполийцев А. П. Григорьев, представители Генконсульства РФ в Турции и турецких властей. Затем состоялись панихида по умершим в Галлиполи россиянам и осмотр участниками похода мемориального комплекса.
Завершился морской поход в Севастополе возложением венков к мемориальной доске на Графской пристани в память о соотечественниках, вынужденных покинуть Родину в ноябре 1920 года.